# Mulheres do Couço
Mulheres do Couço é como são conhecidas as trabalhadoras agrícolas e resistentes anti-fascistas da aldeia do Couço, das quais se destacam cinco prisioneiras políticas que estiveram na prisão de Caxias e foram torturadas pela Polícia Internacional e de Defesa do Estado (PIDE), durante o Estado Novo em Portugal. A tortura a que foram sujeitas foi descrita no Manifesto de Caxias. Foi alegadamente este o primeiro grupo de mulheres a ser torturadas tanto moral como fisicamente, "como os homens", apesar de Cesaltina Maria Feliciano e Maria Rosa Viseu, presas em 1960 e 1961, respectivamente, já terem sido torturadas. Foi no entanto a partir da detenção destas mulheres que a tortura de mulheres se generalizou.

## Contexto histórico
Preparava-se em 1962 no Couço uma greve contra o trabalho de sol a sol, e pela jornada de 8 horas, que envolvera a organização de reuniões clandestinas. Estas tiveram lugar na Serra da Burra, em pescarias no rio Sorraia e num piquenique na Ponte Caleira. A PIDE, alertada para a preparação desta greve, prendeu 15 pessoas, antecedendo manifestações e greves no 1° de Maio. Detidas na madrugada de 27 de Abril de 1962, juntamente com dez homens, as cinco mulheres foram levadas para um matadouro nos arredores da aldeia, e depois para o Posto da Guarda Republicana de Coruche. Daí, foram transferidas para Caxias, revistadas e encarceradas, ficando todas na mesma cela. Nos interrogatórios, levados a cabo na sede da PIDE, na Rua António Maria Cardoso, foram sujeitas a tortura, incluindo espancamentos com cassetete, cutelos, privação de sono e estátua.

## As mulheres

### Maria da Conceição Figueiredo
Maria da Conceição Figueiredo, (Couço,  20 de Setembro de 1925 - Couço, 2008 ) era padeira. No início da década de 60, abandona o Couço e vai viver para Courelas com o marido, João Pedro Marrafa, que foi preso na mesma data. Na sede da PIDE, foi sujeita a sessenta e seis horas de tortura do sono. Libertada em 6 de setembro de 1962.

### Maria Custódia Chibante
Maria Custódia Chibante (Couço, 6 de fevereiro de 1933 - Évora, 2020), de pseudónimo Ernesto, filha de Palmira dos Santos Canejo, trabalhadora agrícola e de José Ramalho Chibante, pedreiro e trabalhador agrícola sazonal, foi militante do PCP, e resistente anti-fascista. Cresceu no Couço, e cedo deixou a escola para se dedicar ao trabalho agrícola, desenvolvendo uma consciência social ao observar a desigualdade que a rodeava. Mais tarde, tornar-se-ia comerciante, com uma loja que tinha com o marido numa aldeia próxima, Foros de Lagoíços. Aí distribui o jornal Avante! e mobiliza a população para a luta de classes. Foi presa no dia 27 de abril de 1962, e torturada e ameaçada durante 98 horas na sede da PIDE, 75 das quais em tortura do sono. Mais tarde, é colocada em isolamento durante 19 dias, e nos cinco meses e meio que está presa não tem direito a receber visitas. Foi libertada em 11 de outubrl do mesmo ano, quando a PIDE não conseguiu provar as acusações. Em 1965 mudou-se para Évora.

### Maria Galveias
Maria Guilhermina Ferreira Galveias (Couço, 23 de junho de 1934 - Couço,  4 de Agosto de 2023), ou a Maria Galveias, era uma militante comunista iletrada, casada com António Luís de Oliveira, preso desde 1960. Quando é detida, leva consigo a filha, em idade escolar. Na sede da PIDE, foi sujeita a onze dias e onze noites de interrogação, com espancamentos, tortura de sono, e sem a deixarem lavar-se. É liberada em 6 de setembro do mesmo ano, por falta de provas para ser levada a julgamento.

### Maria Madalena Henrique Castanhas
Maria Madalena Henrique Castanhas, (Couço, 6 de novembro de 1925 - ) era operária agrícola. Vivia com o companheiro, Joaquim Castanhas, que fazia parte do comité do PCP no Couço, a cerca de um quilómetro desta povoação. A sua casa era usada para reuniões do partido. O marido já se encontrava preso desde 1960, e ela é interdita de o visitar porque não eram casados, pelo que se casam enquanto ele está em Caxias. Esteve sessenta e seis horas sem dormir e a ser espancada.

### Olímpia Brás
Olímpia Ribeiro da Silva Brás (Couço, 20 de outubro de 1929 - França, 24 de setembro de 2011), nasce Olímpia Ribeiro da Silva, filha de Luísa Maria e David Ribeiro da Silva, que eram proprietários de terras no Couço. Olímpa Brás era a mais nova de três irmãos, e casa aos 16 anos com o militante comunista Arnato Brás, de 21 anos. Em 1947, quando o marido é preso pela primeira vez, Olímpia Brás, grávida de dois meses, inicia a sua ligação ao Partido Comunista Português. Em 1961 promove o boicote do Couço à eleição de deputados para a Assembleia Nacional. Foi presa dia 27 de abril de 1962, na sequência das eleições para a Assembleia Nacional de 1961 e da agitação política do ano seguinte. Levada inicialmente para Coruche, foi depois transferida para a prisão de Caxias, onde esteve durante seis meses, nos quais foi sujeita a várias formas de tortura que lhe causariam problemas de saúde durante anos.